# Leirárvogur
Leirárvogur (Grunnarfjörður) – zatoka w zachodniej Islandii, część zatoki Faxaflói. Ma około 6 km długości i 3 km szerokości. Od pełnego morza oddzielona jest mierzeją. Wejście do zatoki ma szerokość około 200 m. Do zatoki uchodzi rzeka Laxá í Hvalfirði.